# 任顥
任顥（朝鮮語: 임호）は、中国宋の文官であり、朝鮮氏族の長興任氏の始祖である。中国紹興出身。
任顥は、中国宋で工部員外郎、吏部尚書を務めた後に高麗に帰化して長興に定着した。
任顥の息子の任懿は文宗の時に文科及第し、右承宣、門下侍郎平章事、佐理功臣を歴任した。
任顥の孫の任元厚は、定安府院君に封じられた。